# 릭 바워
리차드 에드워드 바워(Richard Edward Bauer, 1977년 1월 10일 ~ )는 전 미국의 야구 선수이다.

## 미국 프로 야구 시절
1997년 아마추어 신인 드래프트에서 볼티모어 오리올스의 5라운드 지명을 받았다. 볼티모어 오리올스 산하 마이너 리그 팀에서 1997년부터 2001년까지 주로 선발 투수로 활동하면서 41승 39패, 평균 자책 4.39를 기록하였다. 2001년 9월 2일 시애틀 매리너스를 상대로 한 경기에서 처음으로 메이저 리그 경기를 가졌는데, 6.1이닝 동안 3피안타 1실점의 호투를 했음에도 팀이 1-0으로 져서 패전투수가 되었다. 2001년부터 2005년까지는 주로 볼티모어의 구원투수로 활약하였다.
2005년 시즌 종료 후 오리올스와 재계약에 실패했고, 11월에 텍사스 레인저스와 마이너 리그 계약을 체결한다. 2006년 4월 7일 메이저 리그로 승격되어 시즌 종료 후까지 메이저 리그에 남게 된다. 한번의 선발 등판과 57번의 구원등판에서 3승 1패 2세이브, 평균 자책 3.55를 기록한다. 시즌 마지막 주에는 어깨부상으로 경기에 나오지 못했다. 2007년 1월 텍사스 구단은 연봉조정신청을 피하기 위해 바워와 1년 73만 달러의 조건으로 계약을 맺는다. 하지만 스프링캠프에서의 부진으로 팀은 지명할당으로 웨이버 공시한다. 4월 6일 필라델피아 필리스 구단이 바워와 마이너 리그 계약을 체결했지만 6월 20일 방출된다. 7월 1일 다저스 산하 마이너 리그 팀과 다시 계약을 체결한다.
2007년 11월 30일 스프링캠프 초청자격으로 클리블랜드 인디언스와 마이너 리그 계약을 체결하지만, 2008년 7월 4일 인디언스는 바워를 지명할당처분을 했고, 바워가 마이너 리그 계약을 거부하자 곧바로 방출한다. 7월 11일 토론토 블루제이스와 마이너 리그 계약을 맺었고 시즌 종료 후에는 자유 계약 선수가 된다. 2008년 11월 토론토와 재계약을 했지만 이듬해 스프링캠프에서 방출되었다. 2009년 미국 프로 야구 독립리그인 아틀랜틱 리그 요크 레볼루션 팀에서 활동하다가, 5월 13일 대한민국의 LG 트윈스와 입단 계약을 체결한다.

## 한국 프로 야구 시절
2009년 5월 13일 기존 용병이었던 크리스 옥스프링 선수가 팔꿈치 부상에 따른 방출로 인해, 대체 외국인 선수로 LG 트윈스와 입단 계약을 체결하였다. 한국에서의 첫 경기인 2009년 5월 21일 광주구장 KIA 타이거즈와의 경기에 선발 투수로 나와 1.1 이닝동안 4피안타 4볼넷 7실점을 허용하였다. 그러나 시즌 도중 손가락 부상을 입어 결국 4강 진출이 급급했던 LG 트윈스로부터 웨이버 공시를 통한 수순으로 퇴출되었다.

## 참조
1. ↑  LG, 외국인 투수 릭 바워 영입[깨진 링크(과거 내용 찾기)] 《Osen》, 2009년 5월 13일 작성
2. ↑  LG 릭 바워, 첫 등판서 1.1이닝 7실점 강판 《조이뉴스》, 2009년 5월 21일 작성